# Teorema de los incírculos iguales

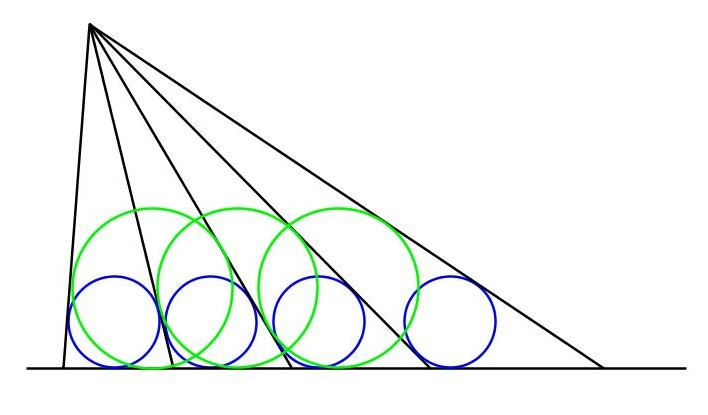
Si los círculos azules son iguales, los círculos verdes también son iguales

En geometría, el teorema de los incírculos iguales deriva de un Sangaku japonés, de acuerdo  con la construcción siguiente: se dibuja una serie de rayos desde un punto dado hacia una recta dada, de tal manera que los círculos inscritos de los triángulos formados por rayos adyacentes y la recta base son iguales. En la ilustración, los círculos azules iguales definen el espacio entre los rayos, tal como se describe.
El teorema establece que los incírculos de cada conjunto de triángulos formados a partir de cada par de rayos elegidos de forma alternativa (dos de cada dos, dos de cada tres, dos de cada cuatro y así sucesivamente) y la recta base; también son iguales. El caso de dos de cada tres rayos se ilustra arriba con los círculos verdes, que son todos iguales. 
Por el hecho de que el teorema no depende del ángulo del rayo inicial, se puede ver que el teorema pertenece propiamente al análisis, más que a la geometría, y puede relacionarse con una función de escala continua que define el espaciado de los rayos. De hecho, esta función es el seno hiperbólico. 

## Lema
El teorema es un corolario directo del siguiente lema: 
| Lema Supóngase que el rayo n forma un ángulo {\displaystyle \gamma _{n}} con la normal a la línea de base. Si {\displaystyle \gamma _{n}} se parametriza de acuerdo con la ecuación, {\displaystyle \tan \gamma _{n}=\sinh \theta _{n}}, entonces los valores de {\displaystyle \theta _{n}=a+nb} con {\displaystyle a} y {\displaystyle b} siendo constantes reales, definen una secuencia de rayos que satisfacen la condición de los incírculos iguales y, además, cualquier secuencia de rayos que satisfaga la condición puede producirse mediante la elección adecuada de las constantes {\displaystyle a} y {\displaystyle b}. |

## Prueba del lema

Geometría del triángulo utilizado en la demostración del lema

En el diagrama, las líneas PS y PT son rayos adyacentes que forman ángulos {\displaystyle \gamma _{n}} y {\displaystyle \gamma _{n+1}} con la línea PR, que es perpendicular a la línea de base, RST. 
La línea QXOY es paralela a la línea de base y pasa a través de O, el centro del incírculo del {\displaystyle \triangle } PST, que es tangente a los rayos en W y Z. Además, la línea PQ tiene longitud {\displaystyle h-r} y la línea QR tiene longitud {\displaystyle r}, el radio del incírculo. 
En consecuencia, {\displaystyle \triangle } OWX es semejante a {\displaystyle \triangle } PQX y {\displaystyle \triangle } OZY es semejante a {\displaystyle \triangle } PQY, y de XY = XO + OY se obtiene que 
{\displaystyle (h-r)(\tan \gamma _{n+1}-\tan \gamma _{n})=r(\sec \gamma _{n}+\sec \gamma _{n+1}).}
Esta relación en un conjunto de ángulos, {\displaystyle \{\gamma _{m}\}}, expresa la condición de los incírculos iguales. 
Para probar el lema, se establece que {\displaystyle \tan \gamma _{n}=\sinh(a+nb)}, de donde se deduce que {\displaystyle \sec \gamma _{n}=\cosh(a+nb)} . 
Utilizando {\displaystyle a+(n+1)b=(a+nb)+b}, se aplican las reglas de adición para {\displaystyle \sinh } y {\displaystyle \cosh }, y se verifica que la relación de los incírculos iguales se cumple estableciendo que 
{\displaystyle {\frac {r}{h-r}}=\tanh {\frac {b}{2}}.}
Esto da una expresión para el parámetro {\displaystyle b} en función de las medidas de {\displaystyle h} y de {\displaystyle r}. Con esta definición de {\displaystyle b}, es posible obtener una expresión para los radios {\displaystyle r_{N}} de los incírculos formados, tomando cada par de N rayos como los lados de los triángulos 
{\displaystyle {\frac {r_{N}}{h-r_{N}}}=\tanh {\frac {Nb}{2}}.}